# Sälta (landform)

Sälta med lågvatten, högvatten och extremt högt vatten

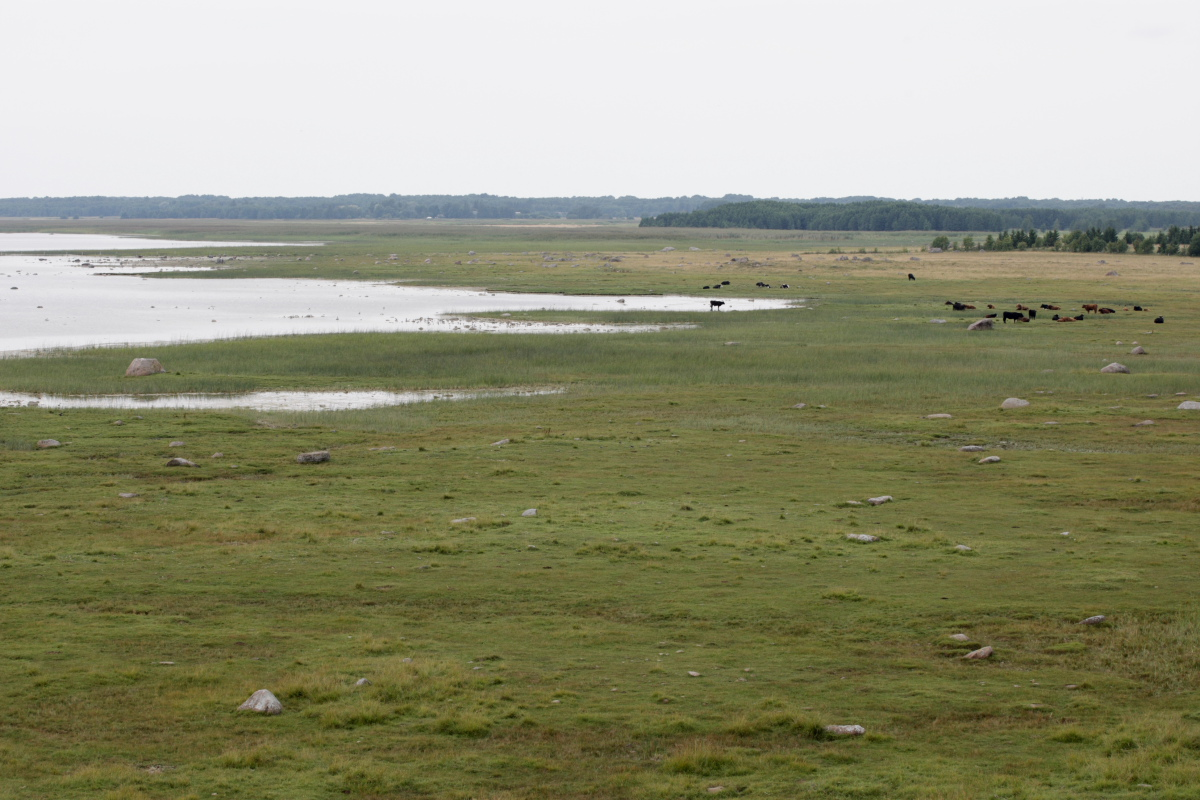
Havsstrandäng i Estland med betande stork

Sälta eller salt våtmark är ett kustnära ekosystem i zonen mellan land och öppet saltvatten eller bräckt vatten som regelbundet översvämmas av högvatten som till exempel tidvatten. Den domineras av täta bestånd av salttoleranta växter som örter, gräs eller låga buskar. Dessa växter har markbundet ursprung och är nödvändiga för stabiliteten av sältan för att binda sediment. Salta våtmarker spelar en stor roll i den akvatiska näringskedjan och leverans av näringsämnen till kustvatten. De stöder också landlevande djur och ger kustskydd .

## Bildgalleri

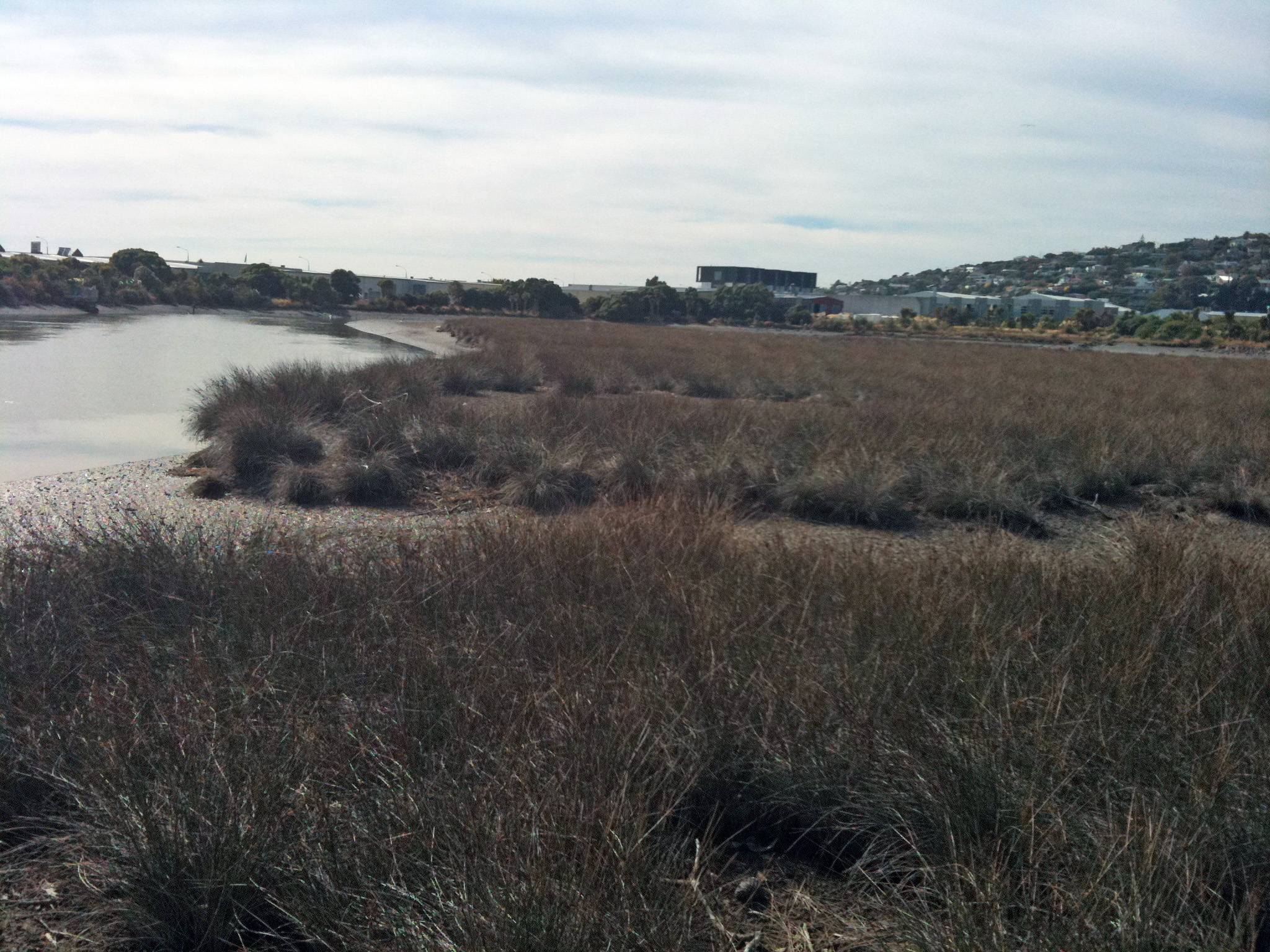
Sälta vid Heathcote River, Christchurch, Nya Zeeland.
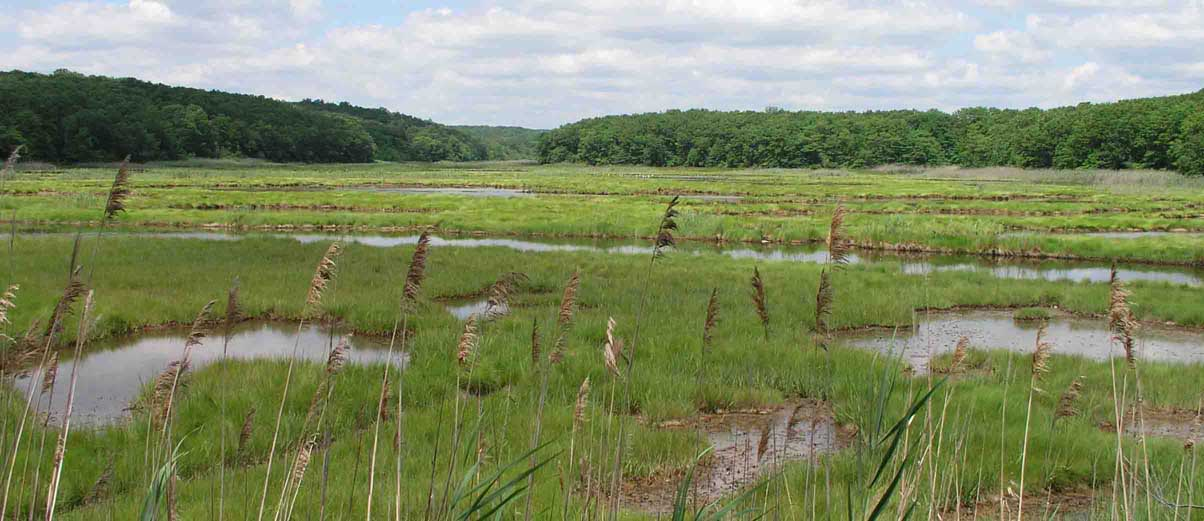
Sälta i Connecticut, USA.